# Eugène Renevier

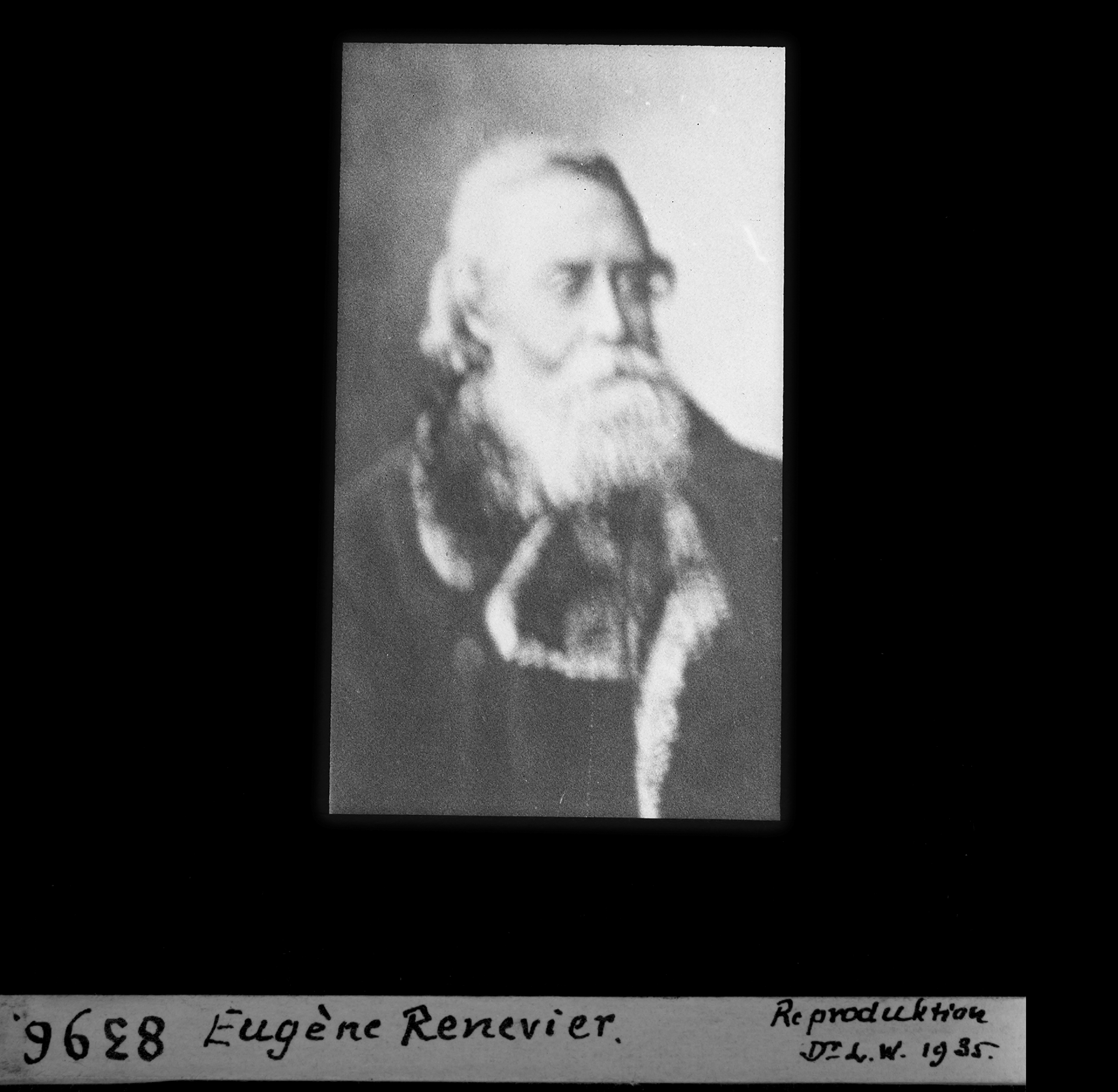
Eugène Renevier(1935)

Eugène Renevier (* 26. März 1831 in Lausanne; † 4. Mai 1906 ebenda) war ein Schweizer Geologe und Paläontologe.

## Biographie
1857 wurde er zum Professor der Geologie und Paläontologie an der Université de Lausanne berufen. Er ist vor allem bekannt aufgrund seiner Arbeiten über die Geologie und Paläontologie der Alpen, die er in zahlreichen Veröffentlichungen in Fachzeitschriften in der Schweiz und in Frankreich veröffentlichte. Mit François Jules Pictet verfasste er 1854 eine Abhandlung über die Fossilien des Aptiums in Perte du Rhône (Fossiles du terrain aptien de la Perte du Rhône). 1874 veröffentlichte er eine stratigraphische Tabelle der sedimentären Formationen (Tableau des terrains sedimentaires).
1894 wurde er zum Präsidenten der Schweizerischen Geologischen Kommission berufen, außerdem war er Vorsitzender des Internationalen Geologischen Kongresses, der im selben Jahr in Zürich abgehalten wurde. Als Zusatz zum Bericht des Kongresses erschien 1897 eine erweiterte Version seines Tableau des terrains sedimentaires mit einem Erläuterungsheft (Chronographe géologique). Die Tabelle war in denselben Farben gestaltet, die auf der internationalen geologischen Karte verwendet wurden.

## Werke
- Mémoire géologique sur la perte du Rhône et ses environs. 1853
- Déscription des Fossiles du Terrain Aptien de la Perte du Rhone et De Ste-Croix. J. Kessmann, Genf 1858 (mit François Jules Pictet)
- Tableau des terrains sédimentaires formés pendant les époques de la phase organique du globe terrestre. Bulletin de la Societé Vaudoise des Sciences Naturelles, 12/70: tableau III, 13/72: 218–252, Lausanne 1874.
- Étude géologique sur le nouveau projet de tunnel coudé traversant le massif du Simplon. Mit A. Heim, Ch. Lory, T. Taramelli, Eds. Rouge, Lausanne 1882
- Ambiguite du Terme Norien, et son Inadmissibilite dans la Classification Internationale. 1898
- Axe Anticlinal de la Molasse aux Environs de Lausanne. 1900